# Уесуґі Удзінорі
Уесуґі Удзінорі (д/н — 27 січня 1417) — 17-й канто-канрей (головний радник канто-кубо — намісника регіону Канто) у 1411—1415 роках. Відомий також як Уесуґі Дзенсю.

## Життєпис
Походив з роду Інукаке, гілки впливового самурайського клану Уесуґі. Син Уесуґі Томомуне, сюго провінцій Мусасі і Кодзука, 15-го канто-канрея. Дата народження Удзінорі достеменно невідома. Перша згадка відноситься до 1402 року, коли звитяжив під час придушення повстання Дате Масамуне в провінції Муцу проти канто-кубо Асікаґа Міцукане.В подальшому на службі значно розширив свої володіння.
З 1405 року служив разом з родичем Уесуґі Норісада. У 1409 році після того, як батько пішов до монастиря очолив рід Інукаке-Уесугі. Отримав посади сюґо провінцій Мусасі і Кодзуке. У 1411 року призначено новим канто-канрей при молодому канто-кубо Асікаґа Мотіудзі. У 1415 року внаслідок конфліктів з останнім, що бажав домагатися посади сьогуна, Уесуґі Удзінорі пішов у відставку. Незабаром стає буддистським ченцем під ім'ям Дзенсю.
У 1416 році за закликом Асікаґа Йосіцуґу, брата сьогуна Асікаґа Йосімоті, розстригся, очолив повстання родів Тіба, Ода, Такеда проти канто-кубо Асікаґа Мотіудзі і вигнав останнього з Камакуру. Проте сьоґун закликав усіх даймьо країни підтримати Мотіудзі. Бунтівники виявили, що вони залишилися в меншості, зраджені. У 1417 році Уесуґі зазнав поразки, тому рушив до храму Хосьоїн, де разом з понад 40 своїми прибічниками здійснив сеппуку. Його син Уесуґі Норітомо (пом.1461) і онук Масано (пом. 1481) стали останніми представники роду Інукаке-Уесуґі.